# 回祿
回禄，古中國的火神。《左传》：“禳火于玄冥回禄。”杜预曰：「回禄，火神。」
後人稱火災為回禄。如，「滿倉經籍，盡付回禄。」